# تاب کتل بل

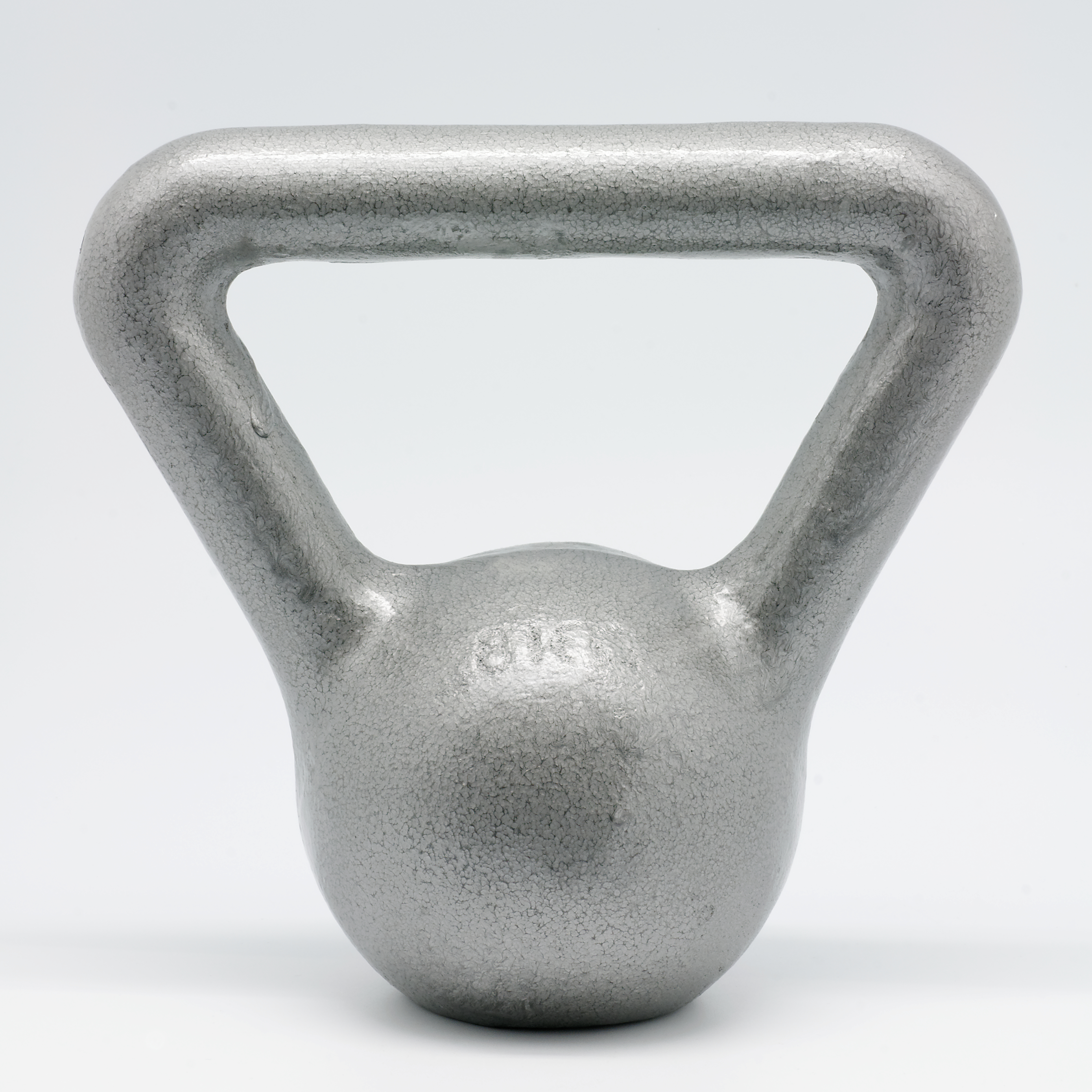
یک کتل بل ۸ کیلویی

تاب کتل بل (Kettlebell swing) که با نام‌های سوئینگ روسی و تاب دو بازو نیز شناخته می‌شود، یک تمرین بالستیک پایه برای تقویت عضلات زنجیره خلفی بدن (شامل همسترینگ و باسن) به روشی شبیه به پرش پهن است که شامل حرکت دادن بل در یک حرکت آونگی از بین زانوها به نقطه بین سطح چشم تا بالای سر است. این ورزش را می‌توان با دو دست یا با استفاده از یک دست انجام داد. سه ورژن از تاب کتل بل وجود دارد که عبارتند از سوئینگ روسی، سوئینگ آمریکایی و سوئینگ ورزشی.

## نمای کلی
کتل بل یک وزنه فولادی یا چدنی به شکل گرد است که معمولاً شبیه یک گلوله توپ دسته‌دار به نظر می‌رسد. استفاده از کتل بل به عنوان سنجهٔ اندازه‌گیری وزن به روسیه دهه ۱۷۰۰ برمی گردد. وزنه‌برداری کتل بل قهرمانی جهان که در اکتبر ۲۰۱۸ برگزار شد، بیش از ۵۰۰ شرکت کننده از ۳۲ کشور جهان را به خود جذب کرد.
یک جلسه ورزش معمولی کتل بل معمولاً ۱۰ تا ۲۰ دقیقه طول می‌کشد و می‌تواند شامل دوره‌های متوالی ۱۵ تا ۶۰ ثانیه تمرین کتل بل کل بدن (شامل تاب دو دستی، تاب دادن با یک دست، قاپیدن، اسکات، کلین، پرس و غیره) و سپس ۱۵ تا ۶۰ ثانیه استراحت باشد.
انواع پروتکل‌های کتل بل برای بهبود قدرت بدنی و تقویت تهویه ریوی مورد استفاده قرار گرفته است. کتل بل از زیر کشاله ران به جایی بین بالای شکم و شانه‌ها تاب می‌خورد. بازوها باید صاف یا کمی خم شده باشد، درجه خمش بازو به مسیر حرکت کتل بل بستگی دارد. نکته اصلی در یک سوئینگ خوب کتل بل، فشار دادن مؤثر باسن، خم نشدن بیش از حد در زانوها و فرستادن وزنه به سمت جلو است. این امر مستلزم انقباض شدید عضلات گلوتئال، شکم و عضله لاتیسموس است. تاب یک دستی یک چالش قابل توجه است و می‌تواند با تعویض متناوب بین بازوها انجام شود.
در مورد اینکه آیا تاب خوردن فقط با لولای لگن انجام می‌شود و نه با اسکات مورد توافق همگانی نیست. در دنیای ورزش کتل بل، استفاده از خم شدن زانو در حین تاب خوردن رایج تر است.

## انواع
دو روش برای تاب کتل بل وجود دارد:
- تاب کتل بل سنگین (بر پایه لولا) - یک الگوی لولایی است که غالباً از عضلات زنجیره خلفی بدن (همسترینگ و باسن) استفاده می‌کند. حرکت تاب کتل بل سنگین متمرکز بر حرکت لولایی لگن است. باید با اتصال زمین مناسب برای پایداری و تولید نیرو تمرین شود. هنگام انجام تاب، یک کفش کف صاف یا پابرهنه ترجیح داده می‌شود.[۷][۸]
- تاب ورزشی کتل بل (مبتنی بر پاندول) – حرکت تاب ورزشی کتل بل متمرکز بر خم شدن دو زانو است که اجازه می‌دهد رفلکس کشش از همسترینگ به بالا بردن بل کمک کند.[۹]

همچنین انواع مختلفی از تاب کتل بل وجود دارد، از جمله:
- تاب تک دستی
- یک تاب دو دستی
- دو کتل بل دو دستی
- تاب چمدان
- روش اسکات
- نوسان بالا

## مزایا
هیچ عارضه جانبی در طول کارآزمایی‌های بالینی انجام شده در مورد این ورزش گزارش نشده است. همچنین هیچ خطر واضح یا قابل اندازه‌گیری آسیب ناشی از تمرین کتل بل شناسایی نشده است. با توجه به اصول مکانیک درمانی درد، کتل بل می‌تواند به عنوان درمانی در مدیریت طیف گسترده‌ای از مشکلات اسکلتی عضلانی رایج استفاده شود. با توجه به شباهت‌های متابولیکی این ورزش با ژیمناستیک هنری، ورزش کتل بل می‌تواند پاسخ‌های قلبی عروقی، عصبی عضلانی و متابولیک کافی را برای بهبود قدرت، قدرت هوازی و آمادگی جسمانی کلی ایجاد کند.
مزایای سوئینگ کتل بل شامل موارد زیر است:
- افزایش قدرت[۱۴]
- افزایش استقامت عضلانی[۱۵]
- افزایش ظرفیت هوازی
- افزایش ظرفیت بی هوازی